# Lista de membros da Academia Nacional de Ciências dos Estados Unidos (ciências matemáticas aplicada)
Esta lista é uma subseção da lista de membros da Academia Nacional de Ciências dos Estados Unidos, que inclui aproximadamente 2000 membros e 350 associados estrangeiros da Academia Nacional de Ciências dos Estados Unidos, cada um dos quais sendo afiliado a uma das 31 seções disciplinares. São dados o nome, instituição primária e ano da seleção. Esta lista não inclui membros falecidos.

## Ciências matemáticas aplicada
| Michael Aizenman            | Universidade de Princeton                 | 1997 |
| David Aldous                | Universidade da Califórnia em Berkeley    | 2010 |
| Theodore Anderson           | Universidade Stanford                     | 1976 |
| Grigory Barenblatt          | Universidade da Califórnia em Berkeley    | 1997 |
| James Berger                | Universidade Duke                         | 2003 |
| Marsha Berger               | Universidade de Nova Iorque               | 2000 |
| Peter Bickel                | Universidade da Califórnia em Berkeley    | 1986 |
| Lawrence Brown              | Universidade da Pensilvânia               | 1990 |
| Herman Chernoff             | Universidade Harvard                      | 1980 |
| Alexandre Chorin            | Universidade da Califórnia em Berkeley    | 1991 |
| Joel Cohen                  | Universidade Rockefeller                  | 1997 |
| Ronald Coifman              | Universidade Yale                         | 1998 |
| Phillip Colella             | Universidade da Califórnia em Berkeley    | 2004 |
| David Cox                   | Universidade de Oxford                    | 1988 |
| Carl de Boor                | Universidade do Wisconsin-Madison         | 1997 |
| David Donoho                | Universidade Stanford                     | 1998 |
| Richard Durrett             | Universidade Duke                         | 2007 |
| Bradley Efron               | Universidade Stanford                     | 1986 |
| Stephen Fienberg            | Universidade Carnegie Mellon              | 1999 |
| Avner Friedman              | Universidade do Estado de Ohio            | 1993 |
| Jerome H. Friedman          | Universidade Stanford                     | 2010 |
| Ralph Gomory                | Alfred P. Sloan Foundation                | 1972 |
| Leslie Greengard            | Universidade de Nova Iorque               | 2006 |
| David Haussler              | Universidade da Califórnia em Santa Cruz  | 2006 |
| Alan J. Hoffman             | IBM                                       | 1982 |
| Louis Howard                | Instituto de Tecnologia de Massachusetts  | 1977 |
| Iain Johnstone              | Universidade Stanford                     | 2005 |
| Michael I. Jordan           | Universidade da Califórnia em Berkeley    | 2010 |
| Joseph Keller               | Universidade Stanford                     | 1973 |
| Harry Kesten                | Universidade Cornell                      | 1983 |
| John Kingman                | Universidade de Bristol                   | 2007 |
| Thomas M. Liggett           | Universidade da Califórnia em Los Angeles | 2008 |
| Chia-Chiao Lin              | Instituto de Tecnologia de Massachusetts  | 1962 |
| Andrew Majda                | Universidade de Nova Iorque               | 1994 |
| David W. McLaughlin         | Universidade de Nova Iorque               | 2002 |
| Cathleen Synge Morawetz     | Universidade de Nova Iorque               | 1990 |
| David Mumford               | Universidade Brown                        | 1975 |
| Charles M. Newman           | Universidade de Nova Iorque               | 2004 |
| Stanley Osher               | Universidade da Califórnia em Los Angeles | 2005 |
| George C. Papanicolaou      | Universidade Stanford                     | 2000 |
| Charles Peskin              | Universidade de Nova Iorque               | 1995 |
| Michael Powell              | Universidade de Cambridge                 | 2001 |
| Calyampudi Radhakrishna Rao | University of Hyderabad                   | 1995 |
| Vladimir Rokhlin            | Universidade Yale                         | 1999 |
| Murray Rosenblatt           | Universidade da Califórnia em San Diego   | 1984 |
| Donald Rubin                | Universidade Harvard                      | 2010 |
| Lawrence Shepp              | Universidade Rutgers                      | 1989 |
| David Siegmund              | Universidade Stanford                     | 2002 |
| Charles J. Stone            | Universidade da Califórnia em Berkeley    | 1993 |
| Gilbert Strang              | Instituto de Tecnologia de Massachusetts  | 2009 |
| Elizabeth A. Thompson       | Universidade de Washington                | 2008 |
| Grace Wahba                 | Universidade do Wisconsin-Madison         | 2000 |
| Michael Waterman            | Universidade do Sul da Califórnia         | 2001 |
| Wing Wong                   | Universidade Stanford                     | 2009 |
| Margaret H. Wright          | Universidade de Nova Iorque               | 2005 |